# Hartford (Wisconsin)
Hartford és una població dels Estats Units a l'estat de Wisconsin. Segons el cens del 2010 tenia 14.223 habitants.
Segons el cens del 2000, tenia 1.397 habitatges, i 1.152 famílies. La densitat de població era de 51,6 habitants per km².